# Onthophagus tubericollis
Onthophagus tubericollis es una especie de insecto del género Onthophagus, familia Scarabaeidae, orden Coleoptera.
Fue descrita científicamente por Raffray en 1877.